# حملات سپتامبر ۲۰۲۴ اسرائیل به لبنان
از تاریخ ۲۳ سپتامبر ۲۰۲۴، اسرائیل حدود ۱۵۰۰ بار به مواضع حزب‌الله لبنان حمله کرده است. در عملیاتی که با کد پیکان شمالی (یا پیکان‌های شمال) (عبری: חיצי הצפון‎ ) نام‌گذاری شد. نیروهای دفاعی اسرائیل گزارش دادند که هواپیماهای اسرائیلی ۱۶۰۰ سایت حزب‌الله را هدف قرار دادند، موشک‌های کروز و همچنین راکت‌های دوربرد و کوتاه برد و پهپادهای تهاجمی را منهدم کردند. بنابر گزارش وزارت بهداشت لبنان، این حملات حداقل ۵۶۹ نفر از جمله ۵۰ کودک، ۹۴ زن و ۴ پزشک را کشته و حداقل ۱۸۳۵ نفر مجروح به جای گذاشته است. این حملات از زمان پایان جنگ داخلی ۱۹۷۵–۱۹۹۰ لبنان، یکی از دوره‌های پرتلفات در این کشور گزارش شده و منجر به آوارگی ده‌ها هزار غیرنظامی لبنانی شده است. یکی از اصلی‌ترین دستاوردهای این حملات کشته شدن فرماندهان مهم حزب‌الله شامل ابراهیم عقیل، فرمانده یگان رضوان و سید حسن نصرالله، دبیرکل حزب‌الله لبنان بود.
این حملات و همچنین انفجار پیجرها و بی‌سیم‌های حزب‌الله لبنان در ۱۷ و ۱۸ سپتامبر و سپس کشته شدن ابراهیم عقیل، فرمانده یگان رضوان، یکی از شدیدترین شکست‌های حزب‌الله توصیف شده است. در پاسخ، این گروه مورد حمایت ایران، ده‌ها پهپاد و موشک را به سمت اسرائیل، پرتاب کرد که باعث خسارت در ناصره، کریات‌شمونا و مناطق دیگر در مرج ابن عامر شد.
اسرائیل هشدار داد که حملاتش به حزب‌الله تشدید خواهد شد و از غیرنظامیان لبنانی خواست مناطقی را که این گروه سلاح‌های خود را در آنجا ذخیره می‌کردند، تخلیه کنند. بنیامین نتانیاهو، نخست‌وزیر اسرائیل، خطاب به مردم لبنان گفت: «جنگ اسرائیل با شما نیست، با حزب‌الله است» و این گروه را به استفاده از غیرنظامیان به عنوان سپر انسانی متهم کرد. او از ساکنان جنوب لبنان خواست تا پایان عملیات مناطق را تخلیه کنند و قول داد که پس از حملات به سلامت بازگردند.
روزنامه عبری اسرائیل هیوم اعلام کرد که جنگ با حزب‌الله، یک جنگ بسیار طولانی و پیچیده است و این گروه قدرت ادامه جنگ فرسایشی ضد اسرائیل را دارد. حزب‌الله در بیانیه‌ای اعلام کرد که پایگاه نظامی دادو ارتش اسراییل، مقر فرماندهی منطقه شمالی ارتش را با ۵۰ موشک هدف قرار داده است.

## پیش زمینه
یک روز پس از حمله حماس به اسرائیل در ۷ اکتبر ۲۰۲۳، حزب‌الله با استناد به حمایت از مردم فلسطین و در واکنش به تحولات غزه، با شلیک به مزارع شبعا، صفد، نهاریا و دیگر نقاط اسرائیل به درگیری پیوست. از آن زمان، تبادل آتش نظامی بین حزب‌الله و اسرائیل ادامه داشته و باعث شده است که بسیاری از مردم در هر دو کشور خانه‌های خود را ترک کنند و ساختمان‌ها و زمین‌ها در امتداد مرز آسیب ببینند.
بیش از ۹۶٬۰۰۰ نفر در اسرائیل و بیش از ۱۱۱٬۰۰۰ نفر در لبنان آواره شده‌اند. تا ۲۴ اوت ۲۰۲۴، ۵۶۴ مرگ تأیید شده در لبنان وجود داشته است که شامل ۱۳۳ غیرنظامی می‌شود. اسرائیل و حزب‌الله به حملات خود ادامه داده‌اند بدون اینکه به جنگی تمام‌عیار تبدیل شود.
حزب‌الله متهم به نقض قطعنامه ۱۷۰۱ شورای امنیت شده است. که گفته بود تنها ارتش لبنان و نیروهای حافظ صلح سازمان ملل باید در جنوب لبنان مسلح باشند. گزارش شده است که حزب‌الله این منطقه را تقویت کرده، موشک‌هایی را در مکان‌های غیرنظامی ذخیره کرده، تونل‌هایی به داخل اسرائیل ساخته و دسترسی نیروهای حافظ صلح سازمان ملل را مسدود کرده است. حزب‌الله اعلام کرده است که به حملات خود به اسرائیل ادامه خواهد داد تا زمانی که اسرائیل اقدامات خود در غزه را متوقف کند، در حالی که اسرائیل می‌خواهد حزب‌الله به قطعنامه سازمان ملل پایبند باشد و نیروهای خود را به شمال رودخانه لیتانی منتقل کند.
تلاش‌های دیپلماتیک به رهبری نماینده آمریکایی، آموس هاکستین و فرانسه هنوز نتوانسته‌اند این درگیری را حل کنند.
در ۱۷ و ۱۸ سپتامبر ۲۰۲۴، گزارش‌هایی مبنی بر انفجارهای هماهنگ منتشر شده است. این انفجارها ۴۲ نفر را کشت و حداقل ۳٬۵۰۰ نفر را زخمی کرد که شامل اعضای حزب‌الله و غیرنظامیان لبنانی بودند. پس از این انفجارها، اتهاماتی مبنی بر دخالت سرویس اطلاعاتی اسرائیل (موساد) و ارتش مطرح شد، در حالی که اسرائیل این اتهامات را رد کرده است. در پاسخ، حزب‌الله که این انفجارها را اعلام جنگ احتمالی از سوی اسرائیل نامید، چند روز بعد به شمال اسرائیل حمله راکتی کرد.
در اوایل ۱۷ سپتامبر ۲۰۲۴، چند ساعت قبل از انفجارها، کابینه امنیتی اسرائیل هدف جدیدی برای جنگ تعیین کرد: بازگشت ایمن آوارگان به شمال، که به اهداف موجود برای نابودی حماس و تأمین آزادی گروگان‌های گرفته شده در حملات ۷ اکتبر اضافه شد. در ۲۰ سپتامبر ۲۰۲۴، ابراهیم عقیل، رئیس واحد عملیات ویژه یگان رضوان حزب‌الله، در یک حمله هوایی اسرائیل به همراه دیگر فرماندهان ارشد در بیروت کشته شد. پس از این واقعه، تنش‌ها افزایش یافت.
قبل از حملات هوایی در ۲۳ سپتامبر، اسرائیل به شهروندان لبنان هشدار داد که مناطق را تخلیه کنند.

## نام
به گفته نیروهای دفاعی اسرائیل، این عملیات به منظور برجسته کردن تمرکز آن بر جبهه شمالی و دقت اطلاعات محور آن، پیکان‌های شمالی نامگذاری شد. پیکان نماد اطلاعات دقیق جمع‌آوری شده در طول سال‌ها و حملات هدفمند انجام شده در طول عملیات است.

## بازتاب
- ایران: رئیس‌جمهور، مسعود پزشکیان، اسرائیل را به «کشاندن» ایران به یک درگیری گسترده‌تر متهم کرد و افزود که «در جنگ هیچ برنده ای وجود ندارد.»[۴۹]
- استرالیا: وزیر امور خارجه پنی وونگ به شهروندان استرالیایی مستقر در لبنان مبنی بر خروج از کشور هشدار داد.[۵۰]
- کانادا: نخست‌وزیر جاستین ترودو کشته شدن زنان و کودکان لبنانی را «فوق‌العاده نگران کننده» توصیف کرد. او بار دیگر خواستار «کاهش تنش، هم از سوی اسرائیل و هم از سوی حزب‌الله» شد.[۵۱] وزیر امور خارجه ملانی جولی هشدار خود را به کانادایی‌ها در لبنان برای خروج فوری تکرار کرد.[۵۲]
- عراق: نخست‌وزیر محمد شیاع السودانی اعلام کرد که این کشور کمک‌های بشردوستانه به لبنان ارسال خواهد کرد. آیت‌الله علی سیستانی، عالی‌ترین روحانی شیعه عراق، در بیانیه‌ای گفت که «هر تلاش ممکن» باید برای متوقف کردن «تجاوزات وحشیانه مداوم» اسرائیل در لبنان انجام شود. سیستانی همچنین از «مؤمنان» خواست تا آنچه را که به کاهش آلام آنها و تأمین نیازهای انسانی آنها کمک می‌کند، انجام دهند. سودانی بیانیه سیستانی را تأیید کرد و از برنامه کابینه خود برای ایجاد مسیرهای هوایی و زمینی برای رساندن کمک به لبنان و افتتاح بیمارستان‌های عراق برای «پذیرایی مجروحان» خبر داد. سودانی همچنین از رهبران هیئت‌های عربی در مجمع عمومی سازمان ملل خواست تا نشستی فوری برگزار کنند.[۵۳]
- بریتانیا: نخست‌وزیر کی‌یر استارمر گفت «برنامه‌های اضطراری» برای خروج اتباع بریتانیایی از لبنان پیش‌بینی شده است.[۵۴] وزیر امور خارجه دیوید لمی نوشت که در رسانه‌های اجتماعی «عمیقاً نگران» است و هشدار داد که «تشدید بیشتر جنگ، پیامدهای ویرانگرتری را به دنبال دارد.» او بار دیگر خواستار «آتش‌بس فوری از هر دو طرف» شد.[۵۱]

در بیانیه جداگانه‌ای که توسط گروه هفت منتشر شد، آمده است که «اقدامات و واکنش‌های متقابل خطر بزرگ‌نمایی این مارپیچ خطرناک خشونت را دارد» که منجر به «یک درگیری منطقه‌ای گسترده‌تر با پیامدهای غیرقابل تصور» می‌شود. جوزپ بورل، مسئول سیاست خارجی اتحادیه اروپا، نسبت به این وضعیت ابراز نگرانی کرد و اسرائیل و حزب‌الله را «تقریباً در یک جنگ تمام عیار» توصیف نمود.
آنتونیو گوترش، دبیرکل سازمان ملل متحد، با اشاره به بخش مشخص شده از مرز اسرائیل و لبنان، گفت که «به شدت از تشدید وضعیت در امتداد خط آبی نگران است.» سخنگوی دفتر کمیساریای عالی حقوق بشر سازمان ملل متحد گفت که در مورد خطر تشدید درگیری «بسیار نگران» است.
چندین شرکت هواپیمایی پروازهای خود به لبنان را تعلیق کردند.